# Vyrus

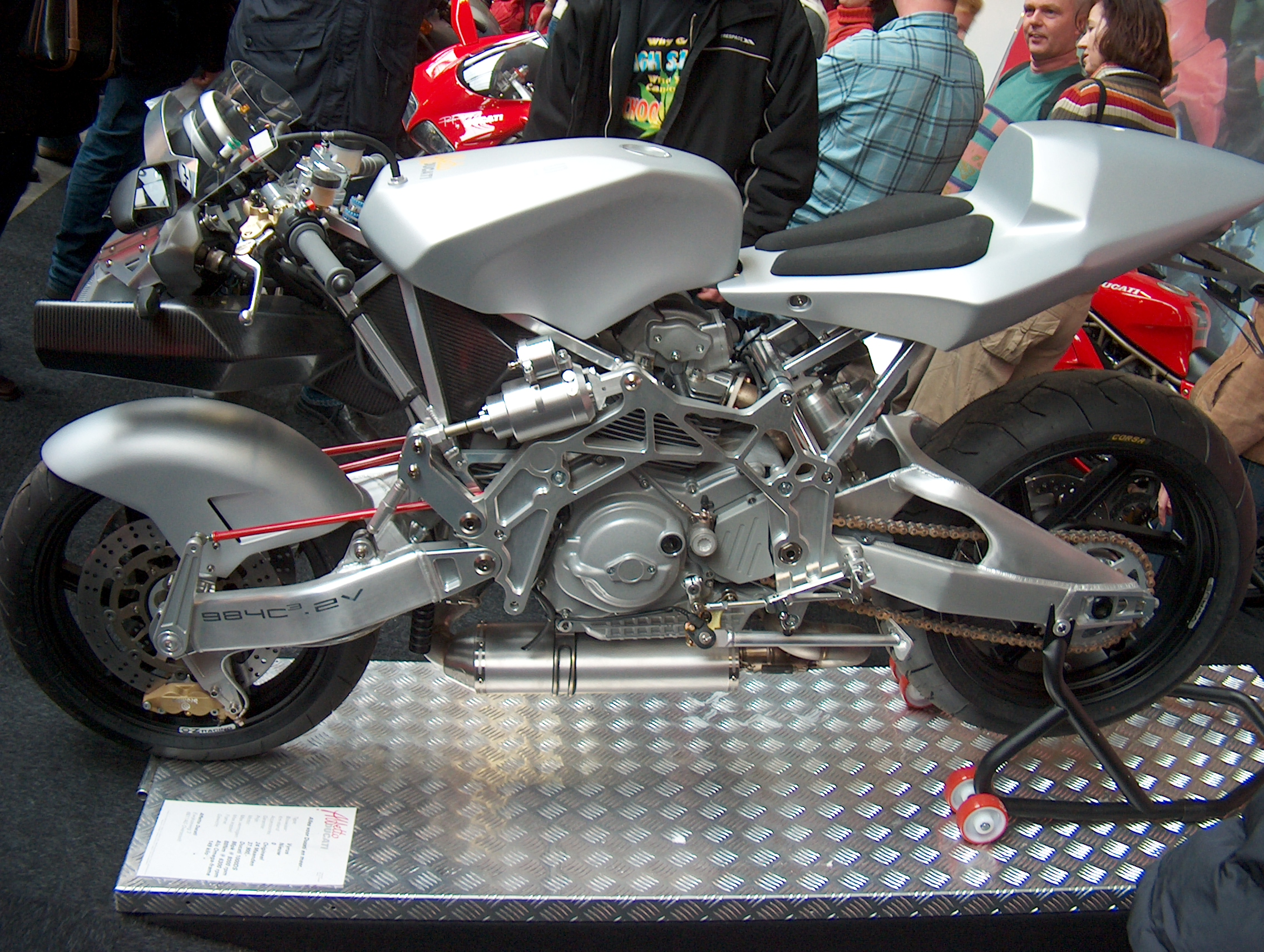
Vyrus 984 C4 2V

Vyrus is een Italiaans merk van motorfietsen.
Het Italiaanse bedrijf Virus Divisione Motori (VM Motori), uit Rimini, begon in 2003 met de productie van een sportieve motor op basis van een 991 cc Ducati-motorblok. Het frame leek veel op Omega frame van de Yamaha GTS 1000 en de Vyrus 984 C32V (zoals de machine volledig heette) had ook naafbesturing. Er werden slechts kleine aantallen met de hand gebouwd. Het model van 2005 droeg de naam 985 C34V. De motorfiets is identiek aan de Bimota Tesi 2D die in 2005 werd gepresenteerd.